# 博特內塞特半島
69°44′S 37°35′E / 69.733°S 37.583°E
博特內塞特半島是南極洲的半島，位於呂佐夫-霍爾姆灣南岸，處於弗萊塔灣和德尤普維卡灣之間，該海灣根據挪威探險隊拍攝的空中照片被繪入地圖。